# Pimelia
Pimelia es un género de insectos coleópteros polífagos de la familia Tenebrionidae,
subfamilia Pimeliinae. Pimelia es un género del entorno mediterráneo, con especies frecuentes en ambientes áridos, por ejemplo, en el norte de África, y que está presente en España con numerosos endemismos en Baleares (Pimelia cribra y Pimelia elevata) y Canarias.
Las especies del género Pimelia se encuentran amenazadas principalmente por la pérdida de hábitat debida a cambios en el uso del suelo y la fragmentación del hábitat o su degradación por vehículos, pero también por los residuos y la basura como latas y botellas, que se convierten en trampas, así como por la predación directa por ratas y gatos y la recolección de ejemplares.

## Especies
Pimelia incluye las siguientes especies:
- Pimelia aculeata (Klug, 1830)
- Pimelia akbesiana (Fairmaire, 1884)
- Pimelia angulata (Fabricius, 1775)
- Pimelia angusticollis (Solier, 1836)
- Pimelia arabica (Klug, 1830)
- Pimelia arabica edomita Koch, 1940
- Pimelia arenacea (Solier, 1836)
- Pimelia ascendens (Wollaston, 1864)
- Pimelia baetica (Solier, 1836)
- Pimelia bajula (Klug, 1830)
- Pimelia barmerensis (Kulzer, 1956)
- Pimelia bipunctata (Fabricius, 1781)
- Pimelia boyeri (Solier, 1836)
- Pimelia brevicollis (Solier, 1836)
- Pimelia canariensis (Brullé, 1838)
- Pimelia capito (Krynicky, 1832)
- Pimelia cephalotes (Pallas, 1781)
- Pimelia confusa Senac, 1884
- Pimelia costata (Waltl, 1835)
- Pimelia cribra (Solier, 1836)
- Pimelia elevata (Sénac, 1887)
- Pimelia estevezi (Oromí, 1990)
- Pimelia fairmairei (Kraatz, 1865)
- Pimelia fernandezlopezi (Machado, 1979)
- Pimelia fornicata (Herbst, 1799)
- Pimelia goryi (Solier, 1836)
- Pimelia graeca (Brullé, 1832)
- Pimelia grandis (Klug, 1830)
- Pimelia granulata (Solier, 1836)
- Pimelia granulicollis (Wollaston, 1864)
- Pimelia grossa (Fabricius, 1792)
- Pimelia incerta (Solier, 1836)
- Pimelia indica (Sénac, 1882)
- Pimelia integra (Rosenhauer, 1856)
- Pimelia interjecta (Solier, 1836)
- Pimelia laevidorsis Reitter, 1915
- Pimelia laevigata (Brullé, 1838)
- Pimelia lutaria (Brullé, 1838)
- Pimelia maura (Solier, 1836)
- Pimelia minos (Lucas, 1853)
- Pimelia modesta (Herbst, 1799)
- Pimelia monticola (Rosenh., 1856)
- Pimelia obsoleta Solier, 1836
- Pimelia orientalis (Senac, 1886)
- Pimelia payraudi (Latreille, 1829)
- Pimelia perezi (Sénac, 1887)
- Pimelia punctata (Solier, 1836)
- Pimelia radula (Solier, 1836)
- Pimelia repleta (Reitter, 1915)
- Pimelia rotundata (Solier, 1836)
- Pimelia rotundipennis (Kraatz, 1865)
- Pimelia rugosa (Fabricius, 1792)
- Pimelia rugulosa (Germar, 1824)
- Pimelia ruida (Solier, 1836)
- Pimelia scabrosa (Solier, 1836)
- Pimelia senegalensis Olivier, 1795
- Pimelia sericea (Olivier, 1795)
- Pimelia simplex (Solier, 1836)
- Pimelia sparsa (Brullé, 1838)
- Pimelia subglobosa (Pallas, 1781)
- Pimelia testudo (Kraatz, 1885)
- Pimelia undulata (Solier, 1836)
- Pimelia variolosa (Solier, 1836)
- Pimelia ventricosa (Falderm., 1837)
- Pimelia verruculifera (Soliér, 1836)
- Pimelia villanovae (Sénac, 1887)

### Especies canarias
De todas las especies de Pimelia, las siguientes se encuentran en Canarias:
- Pimelia ascendens (Wollaston, 1864) (en Tenerife)
- Pimelia canariensis (Brullé, 1838) (en Tenerife)
- Pimelia estevezi (Oromí, 1990) (en Gran Canaria)
- Pimelia fernandezlopezi (Machado, 1979) (en La Gomera)
- Pimelia granulicollis (Wollaston, 1864) (en Gran Canaria)
- Pimelia laevigata (Brullé, 1838)
  - P. l. costipennis (en El Hierro)
  - P. l. laevigata (en La Palma)
  - P. l. validipes (en La Gomera)
- Pimelia lutaria (Brullé, 1838) (en Fuerteventura y Lanzarote)
- Pimelia radula (Solier, 1836)
  - P. r. radula (en Tenerife)
  - P. r. oromii (en Tenerife)
- Pimelia sparsa (Brullé, 1838)
  - P. s. humeralis  (en Gran Canaria)
  - P. s. serrimargo (en Gran Canaria)
  - P. s. sparsa (en Gran Canaria)